# Guy Chamberlin

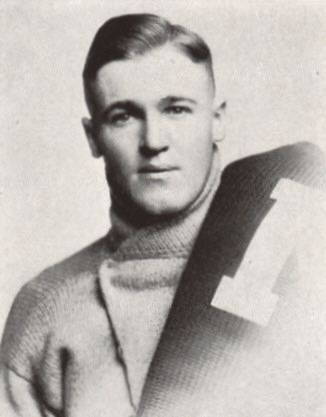
Guy Chamberlin num anuário do Nebraska Cornhusker em 1915

Guy Chamberlin foi um jogador de futebol americano estadunidense que foi campeão da Temporada de 1922 da National Football League jogando pelo Canton Bulldogs.